# Хаями, Мокомити
Мокомити Хаями (яп. 速水 もこみち Хаями Мокомити, р. 10 августа 1984) — японский актёр и модель. Актёрская карьера началась с шоу подобных «Densha Otoko» и роли Night Tenjo в «Absolute Boyfriend». Также он является моделью в рекламе бренда Edwin.

## Фильмография
- 2010: Hammer Session! (сериал)
- 2009: Kochira Katsushika-ku Kameari kôen mae hashutsujo (сериал)
- 2009: Гокусэн: Кино / Gokusen: The Movie
- 2008: О! Моя Девочка! / Oh! My Girl! (сериал) — Yamashita Kotaro
- 2008: Идеальный парень / Zettai Kareshi (сериал) — Night Tenjo
- 2007: Работяга / Hataraki Man (сериал) — Tanaka Kunio
- 2007: Императрица / Jotei (эпизод 8) — Shiratori Takuya
- 2007: Doubutsu 119 (сериал) — Nakadai Mituya
- 2007: Токийская Башня / Tokyo Tower (сериал) — Nakagawa Masaya / Boku
- 2006: Трудный период / Rough — Keisuke Yamato
- 2006: Регата / Regatta (сериал) — Ozawa Makoto
- 2006: Teru Teru Ashita (эпизод 10)
- 2006: Rondo (сериал) — Kazama Ryugo
- 2005: Битвы братьев / Brother Beat (сериал) — Sakurai Riku
- 2005: Парень из электрички / Densha Otoko (сериал) — Aoyama Keisuke
- 2005: Гокусэн 2 / Gokusen 2 (сериал) — Tsuchiya Hikaru
- 2005: Ame to Yume no Ato ni (сериал) — Hayakawa Hokuto
- 2004: Tokyo Wankei (сериал)
- 2003: Kamen Rider Faiz (555): Paradise Lost
- 2003: Yankee Bokou ni Kaeru (сериал) — Hideo
- 2003: Boku no Mahou Tsukai (сериал)
- 2002: Taiho Shichauzo (сериал) — Mokomichi